# Мона (Юта)
Мона (англ. Mona) — місто (англ. city) в США, в окрузі Джуеб штату Юта. Населення — 1750 осіб (2020).

## Географія
Мона розташована за координатами 39°48′37″ пн. ш. 111°51′2″ зх. д. / 39.81028° пн. ш. 111.85056° зх. д. (39.810384, -111.850442).  За даними Бюро перепису населення США в 2010 році місто мало площу 7,29 км², з яких 7,18 км² — суходіл та 0,11 км² — водойми. В 2017 році площа становила 6,49 км², з яких 6,41 км² — суходіл та 0,08 км² — водойми.

## Демографія
Згідно з переписом 2010 року, у місті мешкало 1547 осіб у 425 домогосподарствах у складі 365 родин. Густота населення становила 212 осіб/км².  Було 454 помешкання (62/км²).
Расовий склад населення:
| - 96,8 % — білих - 0,4 % — вихідців з тихоокеанських островів - 0,3 % — корінних американців - 0,1 % — чорних або афроамериканців - 0,1 % — азіатів |

До двох чи більше рас належало 1,7 %. Частка іспаномовних становила 2,7 % від усіх жителів.
За віковим діапазоном населення розподілялося таким чином: 42,0 % — особи молодші 18 років, 51,0 % — особи у віці 18—64 років, 7,0 % — особи у віці 65 років та старші. Медіана віку мешканця становила 28,4 року. На 100 осіб жіночої статі у місті припадало 109,1 чоловіків;  на 100 жінок у віці від 18 років та старших — 98,5 чоловіків також старших 18 років.
Середній дохід на одне домашнє господарство  становив 71 440 доларів США (медіана — 69 010), а середній дохід на одну сім'ю — 73 760 доларів (медіана — 69 323). Медіана доходів становила 48 750 доларів для чоловіків та 43 083 долари для жінок. За межею бідності перебувало 6,1 % осіб, у тому числі 6,3 % дітей у віці до 18 років та 11,9 % осіб у віці 65 років та старших.
Цивільне працевлаштоване населення становило 679 осіб. Основні галузі зайнятості: виробництво — 24,7 %, освіта, охорона здоров'я та соціальна допомога — 24,0 %, роздрібна торгівля — 14,1 %, будівництво — 12,1 %.